# W. S. Holland
W. S. Holland (Saltillo, 22 de abril de 1935 – Jackson, 23 de septiembre de 2020) fue un baterista estadounidense, reconocido por haber tocado con Carl Perkins y Johnny Cash.

## Biografía

### Carrera
Holland nació en Saltillo, Tennessee en 1935. Tocó la batería en la grabación de 1955 de Sun Records "Blue Suede Shoes" y participó en la sesión de "Million Dollar Quartet" con músicos como Elvis Presley, Jerry Lee Lewis, Carl Perkins y Johnny Cash. Apareció con la banda de Perkins en la película de 1957 Jamboree, interpretando la canción "Glad All Over". Con Cash tocó en las bandas The Tennessee Three, The Great Eighties Eight y The Johnny Cash Show Band.

### Últimos años y fallecimiento
En 2014, Holland fue homenajeado en el Carl Perkins Center de Jackson, Tennessee por su larga trayectoria musical. Cuatro años después recibió el premio Lifetime Achievement durante la ceremonia de los Tennessee Music Awards en la misma ciudad. El músico realizó una aparición en el popular programa de televisión Pawn Stars acompañando a un coleccionista de autos que trató de venderle un Rolls Royce de Johnny Cash a Rick Harrison.
Falleció en su hogar de Jackson, Tennessee el 23 de septiembre de 2020 a los ochenta y cinco años.